# Gösta Karpe
Gösta Karpe, född 24 april 1908 i Vadstena, död 2 september 1990 i Stockholm, var en svensk ögonläkare och professor. 
Han var verksam vid Karolinska Institutet, där han disputerade 1945 och utnämndes till professor 1949. Hans forskning lade grunden för den kliniska tillämpningen av nobelpristagaren Ragnar Granits banbrytande upptäckt av elektroretinografi. Gösta Karpe var ordförande i International Society for Clinical Electroretinography (ISCERG eller ISCEV) 1958–1973. Han var 1949–1974 ledamot av Nobelförsamlingen vid Karolinska Institutet. 
Han var gift första gången 1934 till 1948 med praktiserande läkaren Marianne Wistedt (1908–2012), dotter till arkivarie Leonard Wistedt och Maria Agélii, samt fick barnen Ann Mari 1938, Jan 1941, Brita 1942 och Bengt 1945. Andra gången gifte han sig 1960 med ögonläkaren Birgitta Zetterström-Karpe (1920–1998) och fick tvillingsöner 1962.
Gösta Karpe är begravd på Norra begravningsplatsen utanför Stockholm.